# Теодосий Кардалев
Теодосий (Теодоси) Стефанов Кардалев е виден български машинен инженер.

## Биография
Кардалев е роден на 28 октомври 1882 година в Битоля, тогава в Османската империя, в семейството на Стефан Кардалев и съпругата му Константина. Жени се за Миленка Коева от Хасково на 18 септември 1905 година, свидетели са Иван Гарванов и Александър Павлов.
В 1910 година завършва Техническото училище в Митвайда, а по-късно завършва инженерство в Дармщат, Германия. Работи като инженер в Контролната служба по парните котли, а след това завежда машинната служба в Отделението по водите при столичната община. По-късно ръководи Техническата работилница при Столичната община. Като началник на Тракционното отделение при Дирекцията на трамваите и осветлението в София Кардалев възстановява и поддържа трамвайния парк в града. В 1931 година под негово ръководство започва производство на първите български трамваи – 12 броя ремаркета, за които се използва здрава ходова част от бракувани европейски мотриси. Тези ремаркета стават известни като „Кардалевите ремаркета“. Инженер Кардалев допринася и за създаването на първата радиоизлъчвателна станция в България. Построява и железобетонен мост в Княжево, който носи неговото име. Член е на Българското инженерно-архитектурно дружество.
Умира в 1934 година в София.
- Свидетелство за женитба, 18 септември 1905 година
- Свидетелство за женитба, 18 септември 1905 година (гръб)